# Guillaume Pont
Pour les articles homonymes, voir Pont.
Guillaume Pont, né le 15 novembre 1979 à Créteil, est un coureur cycliste français, passé professionnel en 2007. Sa carrière s'interrompt en 2011 après un contrôle positif à l'EPO.

## Biographie
Guillaume Pont commence le cyclisme assez tardivement. Assez discret dans ces premières années en France, il décide de partir en Espagne chez Azaya où il signe plusieurs bons résultats dont une troisième place à Montjuich. En 2007, il est recruté par l'équipe belge Yawadoo-ABM-TV Vlaanderen, où il rejoint un autre Français, Ramuntxo Garmendia.
À la fin de la saison 2007, à la suite de l'arrêt de son équipe, il décide de repartir en Espagne. Il remporte le Tour du Piémont pyrénéen en 2008, course à étapes de plusieurs jours, et se classe quatrième du Cinturó de l'Empordà et dixième du Tour des Pyrénées. En 2009, il est recruté par Akira Asada qui cherche un grimpeur pour son équipe EQA-Meitan-Hompo. Il réalise là encore une belle saison, en prenant notamment la dixième place de la Subida a Urkiola. Alors que son contrat a été renouvelé, l'équipe en proie à des problèmes financiers doit s'arrêter fin 2009. Guillaume Pont est engagé par l'équipe grecque SP Tableware.
En juin 2011, Guillaume Pont est cité dans un coup de filet antidopage réalisé en principauté d'Andorre et est contrôlé positif à l'EPO lors des championnats de France à Boulogne-sur-Mer. Il est suspendu 4 ans par la Fédération française de cyclisme.

## Palmarès
- 2006
  - 3e de l'Escalade de Montjuïc amateurs
- 2008
  - Classement général du Tour du Piémont pyrénéen

## Classements mondiaux
| Année           | 2008 | 2009   | 2010 |
| --------------- | ---- | ------ | ---- |
| UCI Europe Tour | 775e | 1 046e | 536e |